# Oophaga sylvatica
Oophaga sylvatica (лат.) — вид лягушек из семейства древолазов. Возможно является комплексом из нескольких видов.

## Распространение
Вид Oophaga sylvatica встречается в Южной Америке на юго-западе Колумбии (в провинциях Каука и Нариньо) и северо-западе Эквадора (в провинциях Пичинча, Эсмеральдас, Эсмеральдас и Лос-Риос) на высоте до 1000 м над уровнем моря. В Колумбии ещё очень распространён, но в Эквадоре почти исчез. Обитает в низменных и предгорных лесах и может выжить на умеренно деградировавших территориях.

## Размножение
Яйца откладываются на земле, самка переносит головастиков на листья бромелий.

## Питание
Проведённое в 2016 году исследование содержимого желудков более чем 300 лягушек Oophaga sylvatica из разных областей показало преобладание в них муравьёв разных видов (от 40 до 86 % диеты). Среди более чем 3000 обнаруженных в желудках жертв представлены 44 различных рода муравьёв из 9 подсемейств. Известно, что свою ядовитость лягушки-древолазы приобретают в том числе за счёт поедания ядовитых муравьёв.
В 2016 году в желудке лягушек Oophaga sylvatica нашли новый вид муравьёв Lenomyrmex hoelldobleri.